# Saint-Jean-de-Cornies
Saint-Jean-de-Cornies este o comună în departamentul Hérault din sudul Franței. În 2009 avea o populație de 668 de locuitori.

## Evoluția populației
| An        | 1975 | 1982 | 1990 | 1999 | 2006 | 2009 |
| --------- | ---- | ---- | ---- | ---- | ---- | ---- |
| Populație | 54   | 159  | 344  | 478  | 651  | 668  |